# Ratusz w Raciborzu
Ratusz w Raciborzu – budowla położona w centrum Rynku, następnie na narożu Rynku. Przez wiele lat tam znajdowała się siedziba władz miasta. Zniszczony po II wojnie światowej.

## Historia
W środku Rynku znajdował się ratusz, który został wzmiankowany w dokumentach z 1361 roku. Jednak nie wiadomo kiedy dokładnie przeniesiono go w inne miejsce, ale przypuszcza się, że był to rok 1722, bowiem spłonął podczas pożaru. Data powstania nowego ratusza nie jest znana. W dokumentach pojawia się wzmianka, że w 1724 roku ratusz masywnej budowy i pokryty gontami składający się z dwóch kondygnacji stał na rogu Rynku i obecnego placu Dominikańskiego. Znajdowała się w nim również obszerna piwnica ratuszowa, w której  była karczma. Zapis z ksiąg wieczystych pochodzi z 1829 roku i mówi, że była to własność gminy miejskiej. Jednak ta budowla również uległa zniszczeniu.
Nowy ratusz wybudowany był w stylu klasycystycznym przez Gottlieba Tschecha. Inwestycja ta pochłonęła w sumie 19 043 talary. W sobotę 14 maja 1825 roku pod budowę nowego ratusza położona kamień węgielny. Budowla została ukończona w 1826 roku, bowiem według zapisków magistrat wprowadził się do nowego gmachu w grudniu tegoż roku. Ratusz zajmował teren od połowy dzisiejszego sklepu jubilerskiego do wlotu placu Dominikańskiego. Fundusze na pokrycie inwestycji pozyskano z wycinki lasu dębowego między Płonią, a Nieboczowami.
Budynek ucierpiał podczas II wojny światowej i został rozebrany.